# Макрон
Макро́н (грец. μακρόν — «довгий») — діакритичний знак, який зображується як риса зверху над символом, значно рідше — під ним.
У Юнікоді макрон як частина діакритики має код U+0304, а у вигляді окремого символу — U+00AF.

## Вживання
- Як діакритичний знак в буквах, часто позначає подовження відповідного звука: ā ē ḡ ī ḹ ō ṝ ū ǖ ȳ.
- У математиці — для позначення комплексно-спряженого числа. Також для позначення векторів (замість направленої стрілки), особливо в рукописному тексті, де написання стрілки займає стільки часу та зусиль як написанням букви.
- У фізиці — для позначення усереднення величини за якимсь неперервним параметром, наприклад, за часом чи об'ємом (поряд з кутовими дужками). Крім того, як і в математиці, замість надбуквенної стрілки в векторних величинах.
- У статистиці — для позначення середніх величин.
- В опорі матеріалів (механіці матеріалів і конструкцій) — для позначення безрозмірнісних величин, наприклад, напруг або одиничних сил і моментів.